# Pontín
Se llama pontín a una embarcación filipina de cabotaje, mayor que el panco. 
Está aparejado de pailebot con velas de lona y se tendría por un buque europeo si no fuera por lo enorme de sus gambotas y brazales, porque tiene anclas de madera, son de abacá las jarcias y de bejuco los zunchos de la arboladura y lleva un baroto en lugar de bote.